# Autoconsommation
L'autoconsommation, un concept souvent associé à celui d'autoproduction, est la consommation d'une ressource (bien, aliment, énergie solaire) ou de services produits par une entité pour elle-même. Cette entité peut être un individu, une famille ou un groupe restreint.
Elle est la règle dans de nombreuses sociétés dites primitives et vivrières. Elle peut aussi être la forme la plus locale (microéconomique) de l'économie circulaire, mais peut également prendre d'autres formes.
Quand l'autoconsommation représente une large majorité ou la totalité de ce qui est produit et consommé, on parle d'autarcie. Ceci peut aussi s'appliquer à grande échelle (ex. : un pays vivant en autarcie alimentaire et/ou énergétique).
Dans le domaine médical on parle parfois aussi d'autoconsommation de médicaments pour désigner l'automédication.
Dans le domaine de l'énergie elle peut par exemple concerner le bois-énergie domestique (buche ou plaquettes) ou le méthane produit à la ferme ou l'électricité photovoltaïque produite par le toit d'un ménage ; l'autoconsommation photovoltaïque à partir des toitures des professionnels présente notamment un haut potentiel quand les besoins en consommation coïncident naturellement avec l'ensoleillement et la production solaire de la toiture.
On parle d'autoconsommation collective quand plusieurs personnes ou entités s'associent pour partager localement leur production électrique et/ou de chaleur en étant liées au sein d’une personne morale (association, coopérative, copropriété…).

## Vocabulaire
Pour désigner cette activité de production et consommation (échappant ou non aux échanges économiques officiels), y compris dans les pays développés, quelques-uns utilisent les termes d'économie ou de production « domestique ». Quand il s'agit des ressources les plus vitales, on parle généralement d'Économie de subsistance.
La notion d'autoconsommation peut être nuancée en différenciant :
1. la consommation humaine directe (ex. : fruits et légumes auto-produits et consommés)
2. le réinvestissement dans un circuit de production (ex. : les épluchures de légumes données aux poules ou au cochon, et le fourrage donnée à des animaux). Dans ce cas, on peut aussi parler d' autoapprovisionnement[2].

Dans le domaine médical on parle parfois aussi d'autoconsommation de médicaments pour désigner l'automédication.

## Autoconsommation alimentaire

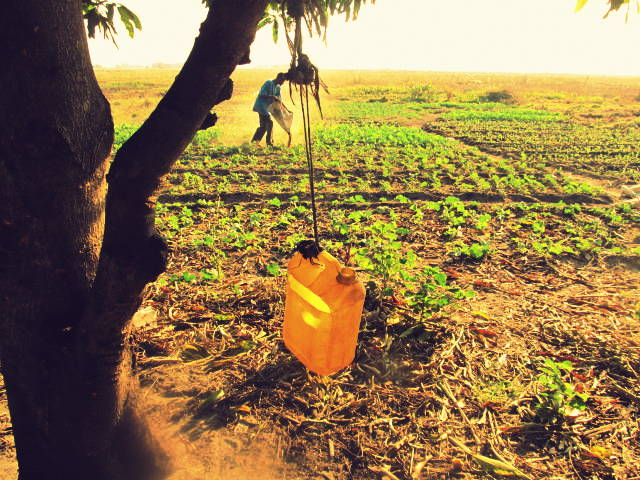
Agriculture de subsistance en Zambie

L'autoconsommation peut concerner une large gamme d'enjeu et d'aliments, allant de l'utilisation d'herbes culinaires cultivées sur un balcon, à une situation d'autosuffisance alimentaire par la production dans un jardin potager qu'il soit personnel, familial, ou dans un groupe de jardins. Elle ne nécessite pas obligatoirement d'être propriétaire ou locataire d'une parcelle, par exemple dans le cas de certains jardins familiaux et de jardins communautaires, ou pour de nombreuses tribus ou peuples autochtones.
En agronomie, la différenciation entre les productions autoconsommées (cultures vivrières) et les productions destinées à la commercialisation (cultures de rente, animaux de rente) est un élément important de l'analyse du fonctionnement des exploitations agricoles. On parle d'agriculture vivrière, d'agriculture de substance ou d'économie du besoin lorsque la part d'autoconsommation est élevée et d'agriculture commerciale ou capitaliste lorsqu'elle est basse.

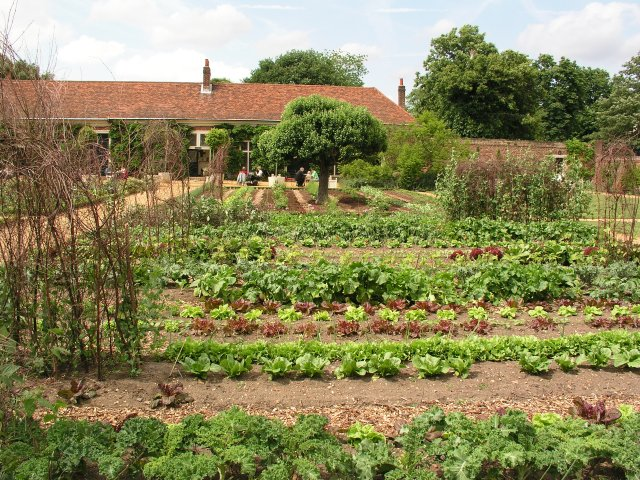
Jardin potager dans les environs de Londres

En France, l'autoconsommation alimentaire a chuté avec les modes de vie plus urbains ; la part d'autoconsommation mesurée en termes de dépense alimentaire totale passée de 16,2 % à 10,5 % en 20 ans (de 1971 à 1991) alors que dans le même temps, le taux de ménages ayant un potager a diminué de 44,3 % à 37,1 %.
Les fruits et légumes (feuilles ou racines) sont globalement le plus autoconsommés. Des œufs et volailles, voire des lapins le sont également assez fréquemment en milieu rural.

### Retournement des tendances?

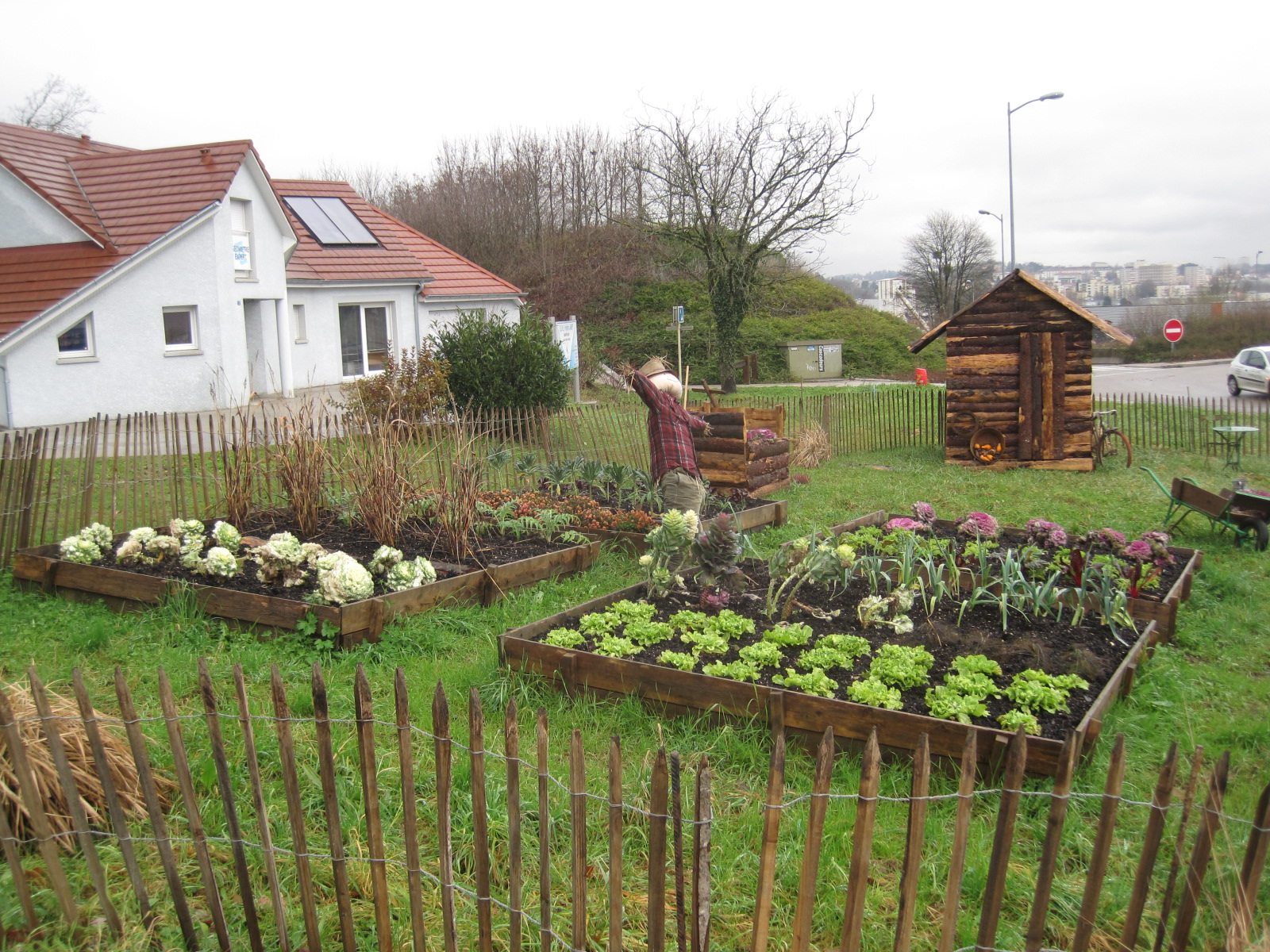
Jardin potager classique en région française

La crise sanitaire et les restrictions imposées en 2020 et 2021 ont eu pour conséquence un changement d’attitude. De nombreux consommateurs déclarent désormais vouloir développer leur autoproduction. Les motivations liées à la culture d’un potager ne se limitent pas à la possibilité de produire leurs propres fruits et légumes, la notion de plaisir est aussi très importante.
Le confinement a permis aux Français de jardiner davantage et de consacrer plus de temps à ce loisir vert, en particulier pour cultiver leurs propres légumes et gagner ainsi en autonomie alimentaire. L'enquête à l’initiative du groupement national interprofessionnel des semences et plants, réalisée auprès de 1 000 jardiniers a donné les raisons de ce récent engouement des Français. Ces résultats traduisent une véritable évolution des pratiques en matière de motivations, de pratiques, des types de légumes et du choix des variétés cultivées, des profils des jardiniers amateurs ainsi que des tendances actuelles et futures du potager.
Dans un contexte de recherche de l'autoconsommation alimentaire, une étude a été réalisée en 2018 pour évaluer l'intérêt économique des jardins potages en France. L’intérêt économique varie selon les espèces cultivées. Il est particulièrement élevé pour les plantes aromatiques et les petits fruits rouges. Les fruits et légumes peuvent être très rentables chez les jardiniers confirmés. Sans tenir compte du temps passé, en prenant en compte les dépenses engagées et en estimant la valeur des récoltes (sur la base des prix moyens du commerce bio en haute saison), les économies réalisées peuvent varier très fortement de 400 € à plus de 2 000 € ; elles sont en moyenne proches de 1 500 € par an,.

## Autoconsommation énergétique
Le bois de chauffage, le méthane, le solaire thermique ou photovoltaïque, le petit éolien peuvent fournir une énergie mécanique, thermique ou électrique auto-produite et consommée à l'échelle de l'habitat individuel, du quartier ou d'un îlot urbain ou d'un écoquartier.
L'autarcie est parfois atteinte, voire dépassée (des bâtiments publics, entreprises ou habitations peuvent par exemple être « positifs en énergie » et alimenter de proches usagers ou le réseau électrique ou de gaz)
Dans le cadre des transitions énergétiques visant une énergie décarbonée, propre et sûre, des modèles non-centralisés seront bientôt facilités à grande échelle grâce aux smart grids et à un « internet de l'énergie », estime Jeremy Rifkin dans son livre sur la troisième révolution industrielle.
On parle d'autoconsommation collective quand plusieurs personnes ou entités s'associent pour partager localement leur production électrique et/ou de chaleur en étant liées au sein d’une personne morale (association, coopérative, copropriété…),, cas de figure juridiquement reconnu en France depuis 2017. En effet, l’autoconsommation collective, définie par l’article L.315-2 du Code de l'énergie, prend place entre un ou plusieurs producteurs et un ou plusieurs consommateurs dont les points de raccordement au réseau se trouvent dans un périmètre géographique fixe. Chaque consommateur couvre son besoin par une partie autoconsommée provenant du producteur et une partie alloconsommée provenant du fournisseur, comme défini par l’article D.315-7 du Code de l’énergie. Cette distinction entre autoconsommation et alloconsommation est établie et communiqué par le GRD (article L.315-4 du Code de l’énergie).

### Cas particulier de l'énergie solaire
La demande d'autoconsommation in situ de l'électricité produite par les installations photovoltaïques est de plus en plus reconnue ; la ministre française de l'écologie Delphine Batho déclare en 2013 : « L'autoconsommation ne signifie pas autarcie, ce n'est pas la remise en cause du réseau national intégré et du tarif unique de l'électricité. Mais les citoyens sont demandeurs d'autonomie, ils veulent avoir les moyens d'agir. Il faut maintenant avoir la capacité de passer du principe à la technique ». Par autoconsommation, la ministre comme le Syndicat des énergies renouvelables entendent surtout la consommation localisée, à l'échelle d'un quartier ou d'un îlot urbain, qui permet de mettre en adéquation la production et la consommation. En effet, à l'échelle d'une maison individuelle, en raison d'une inadéquation entre moments de production et de consommation, sans système de gestion de la consommation ou de stockage, la quantité d'électricité autoconsommée varie entre 20 et 40 % de la consommation de la maison.
L'autoconsommation photovoltaïque à partir de toitures des professionnels présente notamment un haut potentiel quand les besoins en consommation coïncident naturellement avec l'ensoleillement et la production solaire de la toiture

#### En Allemagne
Depuis 2012, en Allemagne et en Italie, le prix de l'électricité (beaucoup plus élevé qu'en France), rend l'autoconsommation photovoltaïque rentable pour le particulier ; une prime à l'autoconsommation l'y encourageait même en Allemagne, abandonnée par le gouvernement début 2014 en raison de ses coûts administratifs et parce que n'étant plus jugée nécessaire, la parité réseau étant atteinte dans le pays.
Un nouveau système, plus incitatif, a succédé à cette prime : l'excédent de la production sur la consommation, injecté sur le réseau, bénéficie soit d'une prime de marché, soit du système du tarif d'achat ; pour les installations entre 10 kWc et 10 MWc, la part de la production éligible au tarif d'achat est limitée à 90 % ; depuis 2014, une taxe a été créée pour les auto-consommateurs afin de contribuer au développement de l'électricité renouvelable : les installations <10 kWc sont exemptées et les autres payent 30 % de taxe sur leur facture d'électricité (40 % en 2017) ; le gouvernement a aussi introduit un système d'aide aux systèmes équipés de batteries de stockage, avec un taux de subvention de 25 % du coût du système de mars à juin 2016, qui baissera progressivement jusqu'à 10 % fin 2018.
En 2013, selon une étude de R2B energy consulting, la part des installations auto-consommant une partie de leur production atteignait 95 % pour les installations de moins de 10 kWc, 85 % pour les systèmes de 10 à 40 kWc, 70 % pour ceux de 40 kWc à 1 MWc, 2 % au-delà. Le pourcentage moyen d'autoconsommation était en 2013 de 27 % pour les installations jusqu'à 40 kWc et 38 % de 40 kWc à 1 MWc.
En 2001, l' Institut de recherche en économie écologique de Berlin (IÖW), a calculé qu'un ménage allemand de deux à quatre personnes, dotés d'installations de 3 à 5 kWc « autoproduisant » de 800 à 1 000 kWh/kWc annuels, avec différents profils de consommation, sans système de stockage, peut en moyenne autoconsommer 20 % de l’électricité ainsi produite, et jusqu'à 40 %, sans système de stockage, au prix d’un ajustement de la consommation (notamment au moyen de minuteurs pour décaler la demande d’énergie du ménage au moment des pics de production) et d’une conception de l’installation photovoltaïque en fonction des besoins du ménage.
2 à 3 TWh photovoltaïques étaient ainsi autoconsommés en 2013, et 6 à 8 TWh pourraient l'être en 2017.
En 2011, 69 % des installations photovoltaïques de moins de 10 kWc autoconsommaient une partie de leur production, (27 % de l'autoproduction en moyenne) ; l'estimation pour 2014 était de 95 % des installations ; parmi les installations entre 40 kWc et 1 000 kWc, 15 % autoconsommaient une part moyenne de 41 % de leur production, et la prévision pour 2014 était de 70 % des installations. L'autoconsommation est fortement encouragée : un bonus à l'autoconsommation a été mis en place en 2009 ; en janvier 2011, il était de 12,36 c€/kWh pour une autoconsommation inférieure à 30 % et de 16,74 c€/kWh au-delà. Ce bonus a été supprimé en avril 2012, date à laquelle la parité réseau a été atteinte pour les petites installations. À partir du 1er janvier 2014, la loi a limité à 90 % la part de la production qui est rachetée au tarif d'achat réglementé pour les installations entre 10 kWc et 1 000 kWc ; le producteur doit donc autoconsommer les 10 % restants ou les revendre à un tiers. Avec les tarifs en vigueur en 2013, un ménage moyen équipé de 4 kWc de photovoltaïque et autoconsommant 30 % de sa production peut réduire sa facture d'électricité de 20 %. Afin de maximiser ce gain, les producteurs vont avoir tendance à diminuer la taille de leurs installations afin de réduire les surplus vendus au réseau, et à s'équiper de systèmes de consommation intelligente et de systèmes de stockage ; en avril 2013 a été lancé un programme de financement de systèmes de stockage pour les petites installations photovoltaïques, doté de 50 millions d'euros par an ; la subvention sera de 660 €/kW. Les grandes installations en toiture de centres commerciaux ou de bâtiments industriels atteignent fréquemment des taux d'autoconsommation supérieurs à 80 %.

#### En France
En 2022, le nombre d'installations d'autoconsommation électrique alimentant entreprises et résidents situés à proximité atteint 207 900. L'arrêté « S1 » autorise désormais les producteurs d'énergie verte (particuliers, entreprises et collectivités) à revendre à EDF l'éventuel surplus de leur consommation aux mêmes conditions tarifaires que l'injection directe, alors que jusque-là ils ne pouvaient céder le surplus non consommé que sur la bourse de l'électricité.
Le 24 novembre 2019, un arrêté définit un cadre juridique pour l'autoconsommation collective : la distance maximale entre deux points participant à un même dispositif d'autoconsommation est portée à deux kilomètres, et sa puissance maximale à trois mégawatts. Le principal obstacle au développement de l'autoconsommation collective reste cependant la faiblesse des prix que paient les consommateurs d'électricité, beaucoup plus bas que ceux observés dans d'autres pays d'Europe : en moyenne, un consommateur français paie 13 centimes d'euros du kilowattheure, contre 30 centimes d'euros environ en Allemagne.
Fin juin 2019, on dénombre en France 52 096 installations d'autoconsommation individuelles (raccordées à un seul foyer) et seulement 16 installations collectives (collectivités ou bailleurs) contre 1 500 000 installations en Allemagne, 750 000 installations au Royaume-Uni, 630 000 installations en Italie et 380 000 installations en Belgique. Selon une étude de Sia Partners pour Enerplan, syndicat des professionnels de l'énergie solaire, il faut 13 ans pour qu'un foyer rentabilise son investissement et 25 ans pour une installation collective.
En 2017 environ 15 000 foyers autoconsommaient leur électricité sans raccordement au réseau, et 5 000 autres foyers autoconsommaient en revendant leur surplus au réseau. Selon la Commission de régulation de l'énergie (CRE), fin juin 2017, la France comptait 14 000 autoconsommateurs, soit 4 % des 350 000 installations de production, mais près de la moitié des nouvelles demandes de raccordement de production aux réseaux de distribution sont en autoconsommation (surtout des grandes surfaces du Sud de la France).
Les coûts du photovoltaïque ont été divisés par 6 de 2007 à 2014 avec une atteinte partielle de la parité réseau à partir de 2017, c'est-à-dire que le coût du kWh photovoltaïque produit de manière autonome est égal au coût du kWh acheté sur le marché de l'électricité.
Historiquement la France a moins soutenu l'autoconsommation et la coproduction photovoltaïques (ou ayant d'autres origines renouvelables locales) avec autoconsommation collective qu'en Allemagne et Italie, malgré une demande ancienne des professionnels du photovoltaïque et du Syndicat des énergies renouvelables (SER) qui souhaitaient des incitations et de nouveaux modes de calculs de la CSPE et du TURPE.
Fin 2013, le gouvernement a lancé une remise à plat du soutien aux renouvelables (et au solaire en particulier). Après un temps de concertation initiée par Delphine Batho (en 2013), poursuivie par Philippe Martin (2013-2014) une ordonnance du 27 juillet 2016, ratifié par une loi du 15 février 2017, les favorise enfin, via des décrets d'application et arrêtés tarifaires : les petites installations en autoconsommation jouiront d'une prime à l'investissement de 800 €/kWc mais d'un tarif de revente réduit à 6 c€/kWh. En avril 2013, lors du débat national pour la transition énergétique, le groupe de travail sur le mix énergétique jugeait nécessaire de soutenir l'autoconsommation, en complément de l'énergie fournie par le réseau national et en conservant un tarif unique de l'électricité. Selon le SER, 20 à 40 % de l'électricité domestique pourraient être autoproduits et autoconsommés, et 100 % pour les centres commerciaux et entreprises travaillant le jour et équipés de modules photovoltaïques. Via un « réseau intelligent » un bâtiment en surproduction peut alimenter son voisin et inversement. Selon le SER dans une commune de 7 000 habitants, que la totalité de l'électricité photovoltaïque produite localement pourrait être consommée localement, de manière différée pour une partie de l'électricité si une capacité de stockage a été installée et couplée à des productions souples tels qu'hydraulique et biogaz. Un défi est cependant de réguler l'offre et la demande aux échelles locales, ce qui implique une gestion (plus ou moins automatisée) des consommations et une certaine capacité de stockage, dont le coût est élevé.
Les tarifs jaunes et verts disparaîtront fin 2015, favorisant l'autoconsommation dans le secteur tertiaire où de grandes toitures et des moyens d'investissements et d'économies d'échelle existent ; là « le coût de l'électricité produite sera alors inférieur au coût d'achat de l'électricité », selon D. Marchal (Ademe).
Le 2 février 2014, 121 personnes (élus, représentants d'entreprise et d'associations du secteur photovoltaïque) signent un manifeste pour l'autoproduction locale d'énergie renouvelable. Et un groupement de « particuliers producteurs » propose des solutions de financement.
Un appel d'offres national confirmé lors du 1er Colloque national consacré à l'autoconsommation photovoltaïque soutiendra 100 à 500 projets des secteurs industriels, tertiaires et agricoles (ayant une concordance entre production et consommation précise Virginie Schwarz, directrice de l'Énergie). L'objectif est de 50 MW, dont 10 MW en Corse et Outre-mer, pour des projets de 100 à 500 kW, avec un cahier des charges annoncé pour avant l'été 2016.
Selon Enerplan, 15 000 producteurs autoconsomment sans être raccordés au réseau et d'autres ne revendent que leur surplus : 1 630 contrats correspondants ont été signés en 2015, chiffre qui a doublé les 4 premiers mois de 2016.
En 2016 EDF Renouvelables et Engie lancent des offres (« Mon soleil et moi » pour EDF ENR (devenu depuis EDF solutions solaires), « My Power » pour Engie) d'installation de panneaux solaires sur les toits, éventuellement couplés à une batterie pour autoconsommation sans connexion au réseau électrique. Jusqu'à 2016, les particuliers producteurs d'électricité PV (330 000 particuliers selon EDF) avaient intérêt à vendre leur production car le tarif de rachat était avantageux. Parmi eux seuls environ 15 000 (selon Enerplan) auto-consommaient totalement leur électricité (sans vente de surplus au réseau). Puis la hausse de la facture d'électricité et la baisse des coûts du photovoltaïque ont rendu l'autoconsommation plus compétitive (selon EDF, et à ce stade plutôt dans le sud de la France).
Une ordonnance (juillet 2016) sur l'autoconsommation d'électricité autorise les « microgrids » (smartgrids à l'échelle d'un quartier ou d'un bâtiment ayant une production photovoltaïque et des systèmes d'ajustement de production/consommation). Des essais ont eu lieu sur des campus (Schneider Electric à Grenoble), dans des zones d'activité (Engie à Toulouse) ou des écoquartiers (Bouygues à Lyon). Les gestionnaires de réseaux améliorent ainsi la résilience du réseau en cas de défaillance sur le réseau principal, mais ils pourraient perdre des recettes nécessaires à l'entretien du réseau ; ils plaident donc pour une rémunération plus basée sur la puissance (accès au réseau) que sur la consommation.
En janvier 2017, le compteur Linky gère en temps réel les kilowattheures injectés et prélevés dans le réseau, ce qui selon le syndicat des énergies renouvelables (SER) lèvera « un frein économique majeur au développement de l’autoconsommation solaire photovoltaïque dans les secteurs résidentiel et petit professionnel » avec une économie de 600 € en moyenne pour les Français qui s'équiperont ».
Le 24 janvier, le Sénat adopte un projet de loi ratifiant deux ordonnances de l'été 2016 et encourageant l'autoconsommation. Il doit être finalisé par une commission mixte paritaire chargée de trouver une version commune aux deux chambres. Les gestionnaires du réseau électrique français devront bientôt faciliter l’autoconsommation individuelle et « collective » via notamment un tarif spécifique d'utilisation des réseaux électriques publics. Cette loi interdira la valorisation des garanties d'origine de la production d'électricité renouvelable bénéficiant déjà d'un soutien public (obligation d'achat, complément de rémunération). Le contrôle administratif sur les installations dont les activités ont une incidence sur l'environnement sera au passage renforcé.
Une ordonnance de février 2017 porte sur l'autoconsommation d'électricité photovoltaïque, suivie début mai d’un décret relatif à l'autoconsommation dite « collective » et d’un arrêté tarifaire qui crée une prime à l'investissement de 0,39 centimes d'euros par watt crête installé dans la limite de 3000 watts crête (dont le versement sera réparti sur les 5 premières années de production) et un tarif d'achat pour les centrales en autoconsommation vendant leur surplus d'électricité (10 centimes d'euros/kWh pour les installations de moins de 9 kWc respectant les critères d'implantation. Et à 6 centimes pour les autres, de puissances inférieures ou égales à 100 kWc). Les aides publiques sont conditionnées à la qualification du professionnel. L'incitation à l'intégration au bâti devrait disparaître au profit de « critères généraux d'implantation ». Les producteurs s'engagent « à utiliser tout ou partie de l'énergie produite pour satisfaire l'ensemble des consommations sur le site d'implantation » et ne vendent que leur solde de production au co-contractant.
Mi-septembre 2017, la Commission de régulation de l'énergie (CRE) annonce un nouveau tarif pour début 2018 et lors d'un colloque sur l'autoconsommation lance des ateliers de travail sur 5 thèmes et une concertation sur « l’autoconsommation dans le système électrique de demain » (autoconsommation personnelle ou collective ? Avec revente du surplus ou non ? avec quel financement des réseaux ? et quelles aides ? Quid de la péréquation nationale et des nouveaux métiers ?) puis une consultation publique aura lieu.
Enerplan propose au gouvernement le 13 septembre un plan « autoconsommation solaire solidaire » qui équiperait 1,5 million de foyers précaires d’ici 2022, « un million de logements HLM et 500.000 logements en copropriétés et maisons aux occupants précarisés » pour un milliard d’euros d’investissement, ce qui permettrait de fournir "10 à 20 % de la consommation électrique des ménages", à mettre en œuvre avec L’ANRU, l’ANAH et les CAF et les ONG et associations de collectivités compétentes. Une aide à l’investissement abaisserait le coût de revient du kWh solaire à 5-3c€/kWh, avec doublement du systèmes de stockage en zone non-interconnectée, soit 60 à 100€ d'économie par an et par foyer.
L'appel d'offres lancé en janvier 2018 pour 50 MWc de projets d'autoconsommation solaire sur les toitures des centres commerciaux et les ombrière de parking n'a guère rencontré de succès : seuls 18 MWc de projets sont déposés, et finalement seulement 2,2 MWc ont été retenus. Par ailleurs, la CRE décide début mai d'appliquer de nouveaux tarifs pour l'électricité transportée dans le cadre de l'autoconsommation collective (partage de production à l'échelle d'un immeuble ou d'un lotissement) : selon ce schéma optionnel, les usagers concernés paieront moins cher qu'auparavant le coût de transport de l'électricité autoconsommée, mais ils paieront légèrement plus cher celle qu'ils soutirent sur le réseau pour leurs besoins complémentaires.
2019 : La Loi relative à la croissance et la transformation des entreprises (loi Pacte) simplifie la production et le partage d'électricité solaire dans un périmètre élargi à un kilomètre ; la possibilité d'étendre l'autoconsommation collective au-delà d'une même ligne à basse tension permet de faire jouer une synergie entre toitures photovoltaïques de plusieurs bâtiments là où un même quartier pouvait être scindé par des réseaux différents.
2020 : en septembre, Ikea lance, en partenariat avec Voltalia, une offre d'« autoconsommation électrique solaire » comprenant la conception d'une installation électrique solaire sur toiture, la fourniture des panneaux solaires et des onduleurs, leur installation et le service après-vente. Selon Ikea, un tel investissement pourrait être rentabilisé en sept à dix ans. Ce produit est déjà commercialisé depuis 2019 dans huit autres pays, dont l'Allemagne, la Suède, le Benelux, la Suisse et la Pologne. Mais seuls 77 804 foyers consomment l'électricité qu'ils produisent sur leurs toitures, contre près de 1,5 million en Allemagne. Outre l'attractivité des prix de l'électricité française par rapport à ceux des autres pays européens, la lourdeur des contraintes administratives nécessaires pour réaliser ce type d'installation décourage bon nombre de ménages.
En 2024, en application de l'article 88 de la loi relative à l'accélération de la production d'énergies renouvelables, les collectivités ne doivent plus créer de régies lorsque les installations photovoltaïques en autoconsommation individuelle font partie d'une opération d'autoconsommation, et que la puissance cumulée des installations reste sous 1 MW.

#### Taux d'autoconsommation
Le taux d'autoconsommation photovoltaïque est la part de l’énergie solaire consommée par rapport à l’énergie produite. Il est distinct du taux d'autoproduction photovoltaïque, qui est la part de l'énergie solaire consommée par rapport à la consommation du bâtiment.
Suivant le type d'application le taux d'autoconsommation photovoltaïque peut-être très variable :
- Installation d'autoconsommation résidentielle :
  - 500 Wc sans batterie → Le taux d’autoconsommation avoisinera les 100 %.
  - 3 kWc sans batterie → Le taux d’autoconsommation sera de l’ordre de 20 à 30 % mais dépend fortement des habitudes de consommation de la maison.
  - 3 kWc avec batteries → Taux d’autoconsommation jusqu'à 80 %. Ce taux peut avoisiner les 100 % si la maison a une piscine.
  - 9 kWc sans batterie → Le taux d’autoconsommation se limitera la plupart du temps à 10 à 15 %. En effet les consommations importantes seront en hiver et la production sera elle au maximum en été. Seul le système de filtration de piscine consommera plus l’été que l’hiver et permettrait de monter de taux à 20 ou 30 %.
  - 9 kWc avec batterie → Le taux d'autoconsommation sera supérieur à 30 %.
- Installation d’autoconsommation industrielle → Taux d'autoconsommation proche de 100 % : Synchronisation de la production et de la consommation.

## Autoconsommation de bois
Dans les régions forestières ou bocagère, une grande part du bois de chauffage, de construction ou servant à produire les outils était autoconsommée[Quand ?], ou l'est encore. De même pour les champignons, fruits, poisson, gibier et autres produits non-ligneux fournis par la forêt.